# Spiritwood Lake (Dakota del Norte)
Spiritwood Lake es una ciudad ubicada en el condado de Stutsman en el estado estadounidense de Dakota del Norte. En el censo de 2010 tenía una población de 90 habitantes y una densidad poblacional de 19,38 personas por km².

## Geografía
Spiritwood Lake se encuentra ubicada en las coordenadas 47°4′47″N 98°35′9″O / 47.07972, -98.58583. Según la Oficina del Censo de los Estados Unidos, Spiritwood Lake tiene una superficie total de 4.64 km², de la cual 2.77 km² corresponden a tierra firme y (40.27%) 1.87 km² es agua.

## Demografía
Según el censo de 2010, había 90 personas residiendo en Spiritwood Lake. La densidad de población era de 19,38 hab./km². De los 90 habitantes, Spiritwood Lake estaba compuesto por el 100% blancos, el 0% eran afroamericanos, el 0% eran amerindios, el 0% eran asiáticos, el 0% eran isleños del Pacífico, el 0% eran de otras razas y el 0% pertenecían a dos o más razas. Del total de la población el 0% eran hispanos o latinos de cualquier raza.